# Wysse See
Der Wysse See (Standarddeutsch weisser See) ist ein Bergsee auf Gemeindegebiet von Guttet-Feschel im Schweizer Kanton Wallis. Der See im Naturpark Pfyn-Finges liegt auf einer Höhe von 2336 m ü. M. in einer Mulde am Südhang des Torrenthorns. 1,5 km nordöstlich liegt der Schwarze See (2602 m ü. M.).

## Zugang
Der Wysse See ist über einen Höhenweg von der Bergstation Rinderhütte der Torrentbahn aus in ca. 3 Stunden erreichbar. In nordöstlicher Richtung führt der Bergwanderweg weiter über den Restipass ins Lötschental.
Alternativ kann der See von Guttet oder Feschel aus über die Alp Galm (2230 m ü. M.) erreicht werden (40 Minuten ab Galm).